# Taraxacum otagirianum
Taraxacum otagirianum là một loài thực vật có hoa trong họ Cúc. Loài này được Koidz. ex Kitam. miêu tả khoa học đầu tiên năm 1933.